# Pseudonannolene sulcatula
Pseudonannolene sulcatula är en mångfotingart som beskrevs av Filippo Silvestri 1895. Pseudonannolene sulcatula ingår i släktet Pseudonannolene och familjen Pseudonannolenidae. Inga underarter finns listade i Catalogue of Life.